# Запис Савића храст (Стрижа)
Запис Савића храст (Стрижа) се налази на парцели чији је власник Савић Радомир.

## Локација
| Општина             | Параћин                                                                     |
| Катастарска општина | Стрижа                                                                      |
| Потес               | Табла 70                                                                    |
| Координате          | 43° 50′ 25″ С; 21° 23′ 12″ И / 43.840200000000003° С; 21.386600000000001° И |
| Надморска висина    | 127m                                                                        |

## Карактеристике
Дендрометријске вредности утврђене на терену и сателитским снимцима:
| Стабло                     | Храст |
| Висина стабла              | m     |
| Обим дебла                 | m     |
| Пречник крошње             | 13m   |
| Пречник дебла              | m     |
| Висина дебла до прве гране | m     |

## База записа
Запис је у оквиру Викимедија пројекта "Запис - Свето дрво" заведен под редним бројем 0660.